# Contea di Leavenworth
La contea di Leavenworth in inglese Leavenworth County è una contea dello Stato del Kansas, negli Stati Uniti. La popolazione al censimento del 2000 era di 68 691 abitanti. Il capoluogo di contea è Leavenworth